# HMS Greyhound (H05)
El HMS Greyhound va ser un destructor de classe G construït per a la Royal Navy a la dècada de 1930. El Greyhound va participar a la campanya de Noruega a l'abril de 1940, a l'evacuació de Dunkerque al maig i a la batalla de Dakar al setembre abans de ser transferit a la Flota Mediterrània al novembre. El vaixell generalment escortava els vaixells més grans de la Flota Mediterrània , ja que protegian els combois contra els atacs de la Flota Italiana. Va enfonsar dos submarins italians mentre ella mateixa escortava els combois a principis de 1941. El Greyhound va ser enfonsat per bombarders en picat alemanys Junkers Ju 87 Stuka al nord-oest de Creta el 22 de maig de 1941 mentre escortava els cuirassats de la Flota Mediterrània que intentaven interceptar les forces d'invasió marítimes alemanyes destinades a Creta.

## Descripció
El Greyhound desplaçava 1.350 tones llargues (1.370 t) amb càrrega estàndard i 1.883 tones llargues (1.913 t) amb càrrega profunda. El vaixell tenia una eslora total de 323 peus (98,5 m), una mànega de 33 peus (10,1 m) i un calat de 12 peus i 5 polzades (3,8 m). Estava propulsat per turbines de vapor Parsons amb engranatges, que accionaven dos eixos, que desenvolupaven un total de 34.000 cavalls de potència (25.000 kW) i donaven una velocitat màxima de 36 nusos (67 km/h). El vapor per a les turbines era proporcionat per tres calderes de tubs d'aigua de 3 tambors de l'Almirallat . El Greyhound transportava un màxim de 470 tones llargues (480 t) de fueloil que li donaven una autonomia de 5.530 milles nàutiques (10.240 km; 6.360 mi) a 15 nusos (28 km/h; 17 mph). La dotació del vaixell era de 137 oficials i altres rangs en temps de pau, però va augmentar a 146 en temps de guerra.
El vaixell muntava quatre canons Mark IX de 4,7 polzades (120 mm) en muntatges individuals. Per a la defensa antiaèria, el Greyhound tenia dos muntatges quàdruples Mark I per a la metralladora Vickers Mark III de 0,5 polzades. Estava equipat amb dos muntatges quàdruples de tubs de torpedes sobre l'aigua per a torpedes de 21 polzades (533 mm) . Es van instal·lar un rail de càrregues de profunditat i dos llançadors; originalment es portaven 20 càrregues de profunditat, però aquesta xifra va augmentar a 35 poc després de l'inici de la guerra.

## Servei
El Greyhound va ser abocat per Vickers Armstrong Naval Construction Works a Barrow-in-Furness el 20 de setembre de 1934, botat el 15 d'agost de 1935 i completat el 31 de gener de 1936. Excloent l'equipament subministrat pel govern com l'armament, el vaixell va costar 248,768 lliures. A part d'un breu període en què va ser assignat a la 20a Flotilla de Destructors després de la seva comissió, el Greyhound va passar el període de preguerra assignat a la 1a Flotilla de Destructors amb la  Flota Mediterrània. El 17 de novembre de 1937, el Greyhound i els vaixells germans Grenade i Glowworm van rebre l'ordre des del seu ancoratge a Mudros de buscar el vaixell de vapor britànic African Mariner , que era sospitat de contraban de material bèl·lic a Espanya. Després que l'African Mariner fos localitzat per un avió llançat des del creuer de batalla Repulse, el Greyhound va interceptar el vaixell mercant i va posar un grup d'abordatge a bord de l'African Mariner, i va portar el vaixell de vapor a Malta. Després d'una recerca de deu dies, es va permetre a l'African Mariner continuar el seu viatge des d'Odessa i Novorossisk fins a Barcelona. Va ser reformat a la drassana de Portsmouth entre el 7 de juny i el 23 de juliol de 1938 i va escortar el transatlàntic SS Strathnaver entre Malta i Alexandria durant la crisi de Munic el setembre de 1938. Després va escortar el creuer lleuger Arethusa en el seu viatge a Aden. El 25 de gener de 1939, el Greyhound va evacuar els empleats de l'ambaixada britànica i les seves famílies de Barcelona, ja que la ciutat estava amenaçada amb una captura imminent per part de les forces nacionalistes durant les etapes finals de la Guerra Civil espanyola. El destructor va ser impactat per les bombes durant l'evacuació. La ciutat cauria l'endemà.
El Greyhound i tota la seva flotilla van ser transferits al Comandament d'Aproximacions Occidentals a Plymouth a l'octubre. El 12 de novembre de 1939 va xocar amb el seu vaixell germà , el Gipsy, de camí a Harwich, i la seva nova assignació amb la 22a Flotilla de Destructors, però només va patir danys lleus i les seves reparacions es van completar dos dies després. El vaixell va rescatar supervivents el 18 de novembre del transatlàntic SS Simon Bolivar , que havia xocat contra una mina , i del SS Torchbearer l'endemà. El Greyhound va començar a escortar els combois costaners el 5 de desembre quan va ser transferit de nou a la 1a Flotilla de Destructors. El 14 de gener va capturar el corredor de bloqueig alemany Phaedra al Mar del Nord. El vaixell va ser reformat entre el 16 de febrer i el 18 de març de 1940 i posteriorment reassignat a la Home Fleet .
El 5 d'abril, el Greyhound va escortar el creuer de batalla Renown mentre cobria els dragamines que es preparaven per implementar l'operació Wilfred, una operació per col·locar mines al Vestfjorden per evitar el transport de mineral de ferro suec des de Narvik a Alemanya. El vaixell va ser present durant, però no va participar en, el breu enfrontament del Renown amb els cuirassats alemanys Scharnhorst i Gneisenau el 9 d'abril. El Greyhound va romandre al Vestfjord quan els cinc vaixells de la 2a Flotilla de Destructors van navegar cap a l'Ofotfjord el 10 d'abril per enfrontar-se als vaixells alemanys que havien transportat la força d'invasió a Narvik. Va cobrir la retirada dels tres destructors supervivents més tard aquell mateix dia. El vaixell va ser danyat per bombarders alemanys a Scapa Flow el 18 d'abril i va ser reparat a Gravesend, Kent, entre el 22 d'abril i el 19 de maig.
Durant el  setge de Calais, el Greyhound i el seu germà Grafton van proporcionar foc naval de suport a la 30a Brigada Motoritzada els dies 25 i 26 de maig. Els dies 28 i 29 de maig va evacuar 1.360 homes de Dunkerque abans de ser danyat pels bombarders alemanys. El vaixell va ser remolcat fora del port pel destructor polonès ORP  Błyskawica. Després que les seves reparacions es completessin a la drassana de Chatham el 17 de juny, el Greyhound es va reincorporar a la seva flotilla a Dover. El 30 de juliol, el vaixell, i el seu germà Gallant, van escortar el portaavions Argus fins a Gibraltar i el Greyhound va ser assignat a la 13a Flotilla de Destructors amb base allà. El vaixell va participar a l'operació Barrets a finals d'agost, quan els britànics van reforçar la Flota Mediterrània.
Durant la batalla de Dakar el 23 de setembre, el Greyhound, el destructor Fury i el creuer pesant australià  HMAS  Australia es van enfrontar al destructor francès de Vichy L'Audacieux, que va ser incendiat i obligat a encallar. El vaixell va escortar el cuirassat Barham i els creuers Berwick i Glasgow durant l'operació Abric a principis de novembre quan es van unir a la Flota Mediterrània. El Greyhound va ser transferit a la 14a Flotilla de Destructors a Alexandria. Va participar en la inconclusa batalla del cap Spartivento el 27 de novembre durant l'operació Collar.
El Greyhound va participar en l'operació Excés el gener de 1941 i després va enfonsar el submarí italià  Neghelli el 19 de gener mentre escortava un comboi al Pireu. A finals de gener, el vaixell, i els destructors Juno, Jervis i Janus, van escortar el portaavions Illustrious, que estava greument danyat , des de Malta fins a Alexandria. El Greyhound va enfonsar el submarí italià  Anfitrite el 6 de març quan intentava atacar el comboi GA.8, que transportava tropes britàniques a Grècia. El vaixell va escortar els vaixells principals de la Flota Mediterrània durant la batalla del cap Matapan els dies 28 i 29 de març i va iniciar l'acció nocturna quan el seu reflector va il·luminar un creuer italià. El Greyhound i el seu germà, Griffin, van atacar alguns dels destructors italians, però els van perdre quan van passar a través de la seva pròpia cortina de fum. Va enfonsar el veler italià Romagna el 17 d'abril davant d'Apol·lònia, Cirenaica, mentre duia a terme una operació antinautica davant la costa nord-africana amb el destructor australià HMAS  Vendetta. El vaixell va escortar les unitats pesades de la Flota Mediterrània el 6 de maig, ja que proporcionaven cobertura per a l'operació Tigre , un comboi que transportava reforços a Egipte. Durant la invasió de Creta, el Greyhound va escortar el cuirassat Warspite a l'oest de Creta el 22 de maig, ja que cobria les forces de creuers que intentaven enfonsar els combois d'invasió alemanys. Els vaixells estaven de camí a la trobada amb els creuers a l'estret de Citera quan va ser impactat per tres bombes llançades per Stukas de l'StG 2 i es va enfonsar pocs minuts després. Els seus supervivents van ser rescatats pels destructors Kingston i Kandahar, però sis oficials i 74 mariners van morir en l'atac. Els alemanys van rescatar més tard quatre mariners més.